# Lo spettro
Lo spettro es una película italiana de terror dirigida por Riccardo Freda con el seudónimo de "Robert Hampton" en el año 1963.

## Argumento
Una mujer y su amante asesinan al marido de ella, un médico. Pero pronto comienzan a suceder cosas extrañas y ambos se preguntan si realmente lo mataron, o si ha vuelto de entre los muertos y ahora ronda entre ellos.